# ハンク・ジェームス
ハンク・ジェームス（ "Big Money" Hank James、1937年 - ）は、アメリカ合衆国の元プロレスラー。ミシガン州ベントンハーバー出身のアフリカ系アメリカ人。より原音に近い表記は「ハンク・ジェームズ」だが、本稿では日本で定着している表記を使用する。
ボボ・ブラジルの弟であり、日本にもブラジルとの兄弟タッグチームとして日本プロレスおよび全日本プロレスに参戦した。
アメリカのマット界では両者が兄弟であることは公にされていなかったが、ブラジルとの血縁関係は「実弟」とも「異母弟」ともされる。

## 来歴
バスケットボール選手を経て、兄のボボ・ブラジルの勧めでプロレス入りしたとされる。デビュー後の1960年代後半は五大湖エリアで活動。アル・コステロ、ガイ・ミッチェル、ハンス・シュミット、ブルドッグ・ブラワーなどのジョブ・ボーイを務め、アメリカ修行時代のグレート小鹿とも対戦した。
1970年1月、ブラジルに同行して日本プロレスの『新春チャンピオン・シリーズ』に初来日（名義は「ハンス・ジェームス」）。1月5日に大阪府立体育館においてブラジルと組み、ジャイアント馬場&アントニオ猪木のBI砲が保持していたインターナショナル・タッグ王座に3本勝負で挑戦したが、2フォールを奪われてストレート負けを喫した。その不甲斐なさに激怒したブラジルから、試合後に控え室で鉄拳制裁を加えられている。なお、この初来日時はジェームスがブラジルの弟であることは伏せられていた。
その後、1970年代前半はドリー・ファンク・シニアが主宰していたテキサス西部のアマリロ地区で活動。ビッグ・マネー（Big Money）の異名を持つショーマン派の黒人ヒールとして、テリー・ファンクとチェーン・デスマッチを行い、1972年12月にはドリー・ファンク・ジュニアのNWA世界ヘビー級王座に連続挑戦した。1973年7月4日にはバック・ロブレイと組んでリッキー・ロメロ&ムース・モロウスキーを破り、NWAウエスタン・ステーツ・タッグ王座を獲得している。
1973年8月、全日本プロレスの『ワールド・チャンピオン・シリーズ』に再来日。シリーズ前半戦に特別参加したブラジルとの兄弟タッグを再結成して、馬場&大木金太郎などのチームと対戦。シングルマッチでも大木、サンダー杉山、上田馬之助、ザ・デストロイヤーらと対戦したが、戦績は芳しくなかった。
1974年より、ブラジルも本拠地としていたザ・シーク主宰のデトロイト地区を主戦場に活動。当初はヒールとしてブラジルとも対戦していたが、後に兄同様のベビーフェイスに転向。"ハリケーン" ハンク・ジェームス（Hurricane Hank James）または "フードゥー" ハンク・ジェームス（Hoodoo Hank James）を名乗り、1975年にはマイティ・イゴールやフレッド・カリーをパートナーに、アンジェロ・ポッフォ&ラニー・ポッフォやジ・アイランダーズなどのチームからデトロイト版のNWA世界タッグ王座を2回奪取した。
1975年5月、全日本プロレスの『ブラック・パワー・シリーズ』に通算3度目の来日。この参戦時もブラジルと組み、6月17日に東京都体育館において、馬場&ジャンボ鶴田のインターナショナル・タッグ王座に挑戦した。前回の失態から5年の歳月を経ての再挑戦となったが、鶴田に決勝フォールを奪われ、これが最後の日本マット登場となった。
その後、デトロイト地区ではブルート・バーナード、ジョージ・スティール、ドン・ケント、ムーンドッグ・メイン、ロード・アルフレッド・ヘイズ、トージョー・ヤマモト、オックス・ベーカーなどのヒールと対戦し、シークの保持するUSヘビー級王座にも挑戦。1977年にはシークの息子であるエド・ジョージ（エド・ファーハット・ジュニア）を新パートナーに、ルーク・グラハム&リッパー・コリンズを下してNWA世界タッグ王座に返り咲いている。1978年はアブドーラ・ザ・ブッチャーやバグジー・マグローとも対戦したが、同年8月以降の試合出場は確認されていない。

## 獲得タイトル
NWAウエスタン・ステーツ・スポーツ
- NWAウエスタン・ステーツ・タッグ王座：2回（w / バック・ロブレイ、ドン・ファーゴ）[13]

NWAデトロイト
- NWA世界タッグ王座（デトロイト版）：3回（w / マイティ・イゴール、フレッド・カリー、エド・ジョージ）[17]